# Mari Maris
Mari Maris (Amsterdam, 25 juni 1974) is een Nederlands auteur van een reeks kookboeken. Ze verwierf bekendheid met haar eerste boek, de bestseller De Groentebijbel.
Volgens De Telegraaf veranderde De Groentebijbel het Nederlands kookboekenlandschap in een keer.
In de Volkskrant werd ze 'de groentekoningin' genoemd.
Maris begon op haar veertiende in de keuken als leerlingkok. Toen ze de fijne kneepjes eenmaal onder de knie had, begon ze op haar achttiende als sous-chef bij restaurant 'In de Waag'. Daarna werkte ze in uiteenlopende keukens in Amsterdam als chef, tot ze na twintig jaar besloot haar loopbaan op te geven om groenteboerin te worden. Vanaf 2009 beheerde ze de tuin Jardin des Étoiles in La Tour Génot, een klein dorp in Picardië, Noord-Frankrijk.
Na enige tijd begon ze naast de groentetuin een restaurant met groenten in de hoofdrol. Door toedoen van een burgemeester moest dat restaurant na een aantal jaar de deuren sluiten. Ze beschreef de geschiedenis in haar boek Maison Mari, Reis door het jaar in 54  diners, kleine geschiedenissen en grote gerechten (2019).
Haar keuken- en tuinervaringen bundelde ze in De Groentebijbel die in 2013 verscheen bij uitgeverij Carrera. In 2015 volgde Mari plukt de dag. Ook dit boek werd zeer goed ontvangen en haalde zelfs het boekenpanel van de Wereld Draait Door; een unicum voor een kookboek. In 2017 verscheen van Maris de Saladebijbel. In 2019 gevolgd door menuboek Maison Mari en in 2020 met simpele groentegerechten in À la Minute. Daarna maakte Maris de overstap naar uitgeverij Nijgh en van Ditmar waarbij in 2022 wederom een encyclopedisch boek verscheen met de alleszeggende titel GROENTEN. Daarvoor nam ze zowel de fotografie als de vormgeving voor haar rekening. Maris fotografeerde de groenten met wortel en al, de foto's kregen een spin off als kalender en ansichtkaarten.
GROENTEN werd net als Mari Plukt de Dag en Maison Mari genomineerd voor het Gouden Kookboek.
Als uitstapje maakte Maris bij uitgeverij Loopvis twee verstuurboekjes in de Kakkerlakjes-serie, daarvoor verzorgde ze ook de illustraties.
Maris verschijnt regelmatig op culinair YouTube-kanaal Foodtube en websites als De Hippe vegetariër, NU.nl en Culy en publiceert onder andere in de tijdschriften Miljuschka magazine van Miljuschka Witzenhausen, Seasons en Leven in Frankrijk magazine en levert bijdragen aan onder andere de Volkskrant.